# Nevel
Nevel (russisk: Невель) er en by i Pskov oblast i Rusland. Byen ligger ca. 242 km sydøst for Pskov. Nevel har 13.980 (2021) indbyggere. Nevel er hjemsted for skofabrik og nogen tekstilindustri. Gode jernbaneforbindelser samt veje gør transport nem.
Nevel blev først nævnt i Ivan den Grusommes testamente blandt byer, som var blevet grundlagt under hans styre. Det antages, at Nevel blev grundlagt før 1580. Byen blev afstået til Den polsk-litauiske realunion ved afslutningen af Livlandske krig i 1570 og blev ikke returneret til Rusland før Polens første deling i 1772. Nevel fik bystatus samme år.
Danskere, som gjorde tjeneste i Waffen SS, var med til at hærge byen i 1942-43.